# Lithium-Nickel-Mangan-Cobalt-Oxide
Lithium-Nickel-Mangan-Cobalt-Oxide, abgekürzt als Li-NMC, LNMC, NMC oder NCM bezeichnet, sind Mischoxide des Lithiums, Nickels, Mangans und des Cobalts. Sie haben die allgemeine Formel LiaNixMnyCozO2. Die wichtigsten Vertreter haben eine Zusammensetzung mit x + y + z = 1. Diese sind mit Lithium-Cobalt(III)-oxid (LiCoO2) eng verwandt und haben wie dieses eine Schichtstruktur. Sie zählen heute zu den wichtigsten Speichermaterialien für Lithiumionen in Lithium-Ionen-Akkumulatoren, siehe Nickel-Mangan-Cobalt-Akkumulator. Sie werden dort auf der Pluspolseite eingesetzt, die beim Entladen die Kathode bildet. Ein Akkumulator, der NMC nutzt, wird dementsprechend NMC-Akkumulator genannt; siehe dort auch die Abschnitte zu den Eigenschaften der NMC-Zellen und Akkumulatoren und zur Verwendung von NMC-Akkumulatoren.

## Kurzbezeichnungen der Varianten
Für wichtige NMC-Varianten sind Kurzbezeichnungen üblich, die das Verhältnis von Nickel, Mangan und Cobalt angeben. So wird beispielsweise LiNi0,333Mn0,333Co0,333O2 kurz als NMC111 oder auch als NMC333 bezeichnet (33 % Nickel, 33 % Mangan und 33 % Cobalt), LiNi0,5Mn0,3Co0,2O2 als NMC532 (oder NCM523), LiNi0,6Mn0,2Co0,2O2 als NMC622 und LiNi0,8Mn0,1Co0,1O2 als NMC811.
2020 bezeichnete eine Forschergruppe NMC111 als überholt, NMC622 als Stand der Technik und NMC811 als das kommende Material.
Die Oxide LiaNixMnyCozO2 mit a > 1 nennt man lithiumreich.

## Eigenschaften
Die wichtigste, weil nützliche, Eigenschaft der Oxide vom NMC-Typ ist es, dass diese gemischten Lithiumoxide Lithiumionen und ein Elektron abgeben und wieder aufnehmen können. Beim Laden eines NMC-Akkus wird durch eine äußere Spannung die Abgabe von Elektronen und damit auch von Li+ erzwungen. Es läuft also die Reaktion
{\displaystyle {\ce {Li_{a}Ni_{x}Mn_{y}Co_{1-x-y}O2 -> Li_{a-k}Ni_{x}Mn_{y}Co_{1-x-y}O2 + k Li+ + ke-}}}
ab, dabei wird das NMC oxidiert. Beim Entladen läuft die Reaktion in der umgekehrte Richtung ab und gibt dabei gleichzeitig elektrische Energie ab. Die Variable {\displaystyle {\ce {a}}} in der Reaktionsgleichung hat beim Zusammenbau der Zellen oft den Wert eins. Die Variable {\displaystyle {\ce {k}}} hat einen Wert deutlich unterhalb von {\displaystyle {\ce {a}}} und damit unterhalb von eins, d. h., man kann bei gewöhnlich verwendeten Spannungen nicht alles Lithium aus dem Oxid extrahieren. Die Ladespannung von NMC-Akkus wird meist begrenzt, um die Zersetzung des Elektrolyten zu verhindern. NMC selbst kann eventuell auch bei höheren Spannungen arbeiten, z. B. wird für eine Variante eine maximale Ladespannung von 4,8 V angegeben, wobei eine Kapazität von 210 mAh/g erreicht werden kann. Die maximale Spannung und Kapazität hängt jedoch von der Zusammensetzung des NMC (d. h. von {\displaystyle {\ce {x}}} und {\displaystyle {\ce {y}}}) ab.

## Vor- und Nachteile
NMC ist preiswerter als das bisher oft genutzte Lithium-Cobalt(III)-oxid LiCoO2, da Cobalt und Cobaltoxide relativ teuer sind. Im Vergleich zu LiCoO2 können insbesondere nickelreiche NMC-Materialien mehr Kapazität zur Verfügung stellen. Im Gegensatz zum relativ umweltfreundlichen Lithiumeisenphosphat ist NMC wie viele Nickel- und Cobaltverbindungen vergleichsweise gefährlich und kann vermutlich Krebs erzeugen, wenn es in den Körper gelangt.

## Hersteller
Zu den bedeutenden Herstellern von NMC zählen die BASF sowie Umicore. Umicore fertigt NMC im chinesischen Jiangmen sowie in Südkorea und hat mit Samsung vereinbart, ab 2020 jährlich 80.000 t NMC zu liefern. Umicore will das Kathodenmaterial für den europäischen Markt in der polnischen Stadt Nysa herstellen, die Verarbeitung zu Lithiumionenzellen durch LG Chem erfolgt ebenfalls in Polen. Die BASF produziert NMC in ihrem Werk in Elyria, Ohio.

## Historisches
Zu den Pionieren bei der Entdeckung und Erforschung von NMC zählt der an der Städtischen Universität Osaka OCU arbeitende Tsutomu Ohzuku, der 2001 erstmals in einer wissenschaftlichen Publikation über die heute NMC111 genannte Verbindung berichtete. Zu den Entdeckern der lithiumreichen NMC-Varianten zählt Michael M. Thackeray, der am Argonne National Laboratory (ANL) arbeitet. Das ANL hält Patente, die es unter anderem an die BASF lizenziert hat.